# 大公国王侯墓室

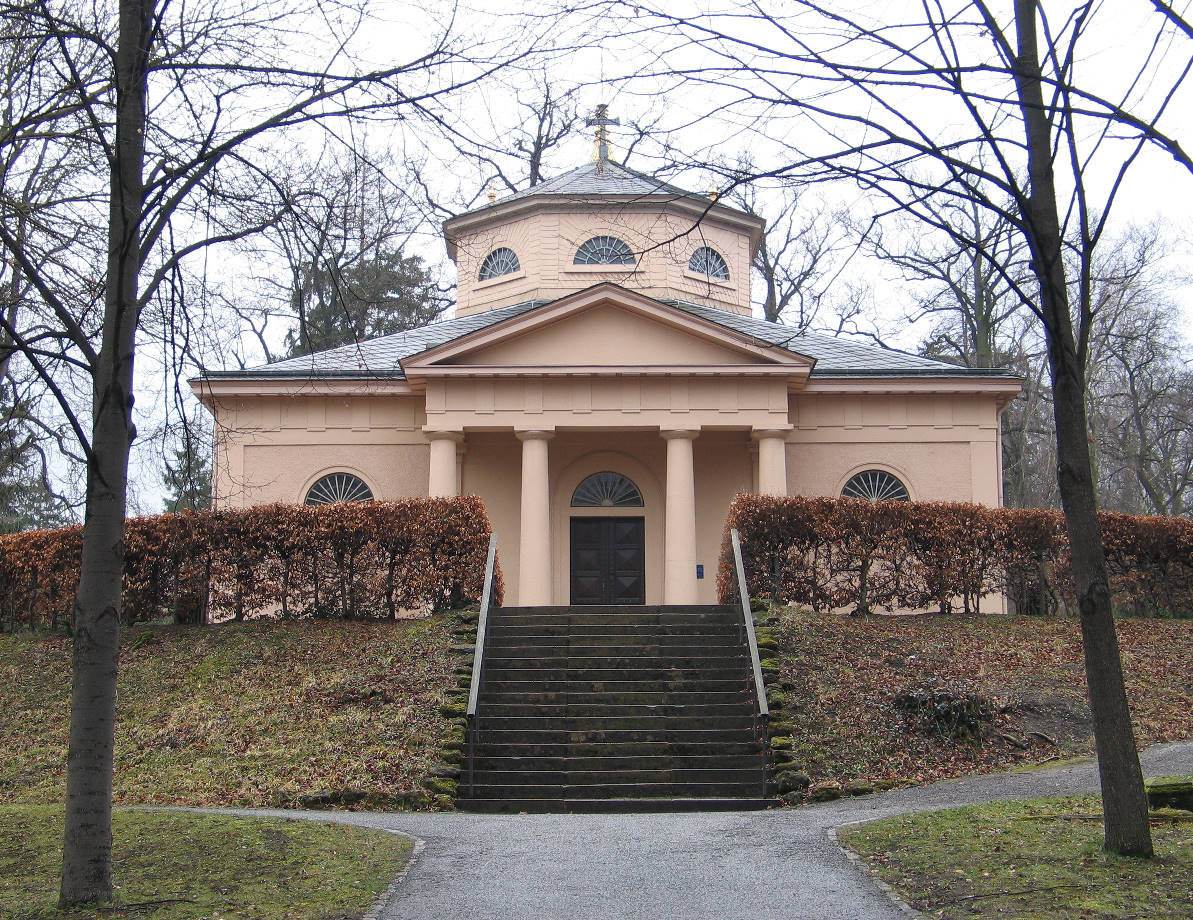

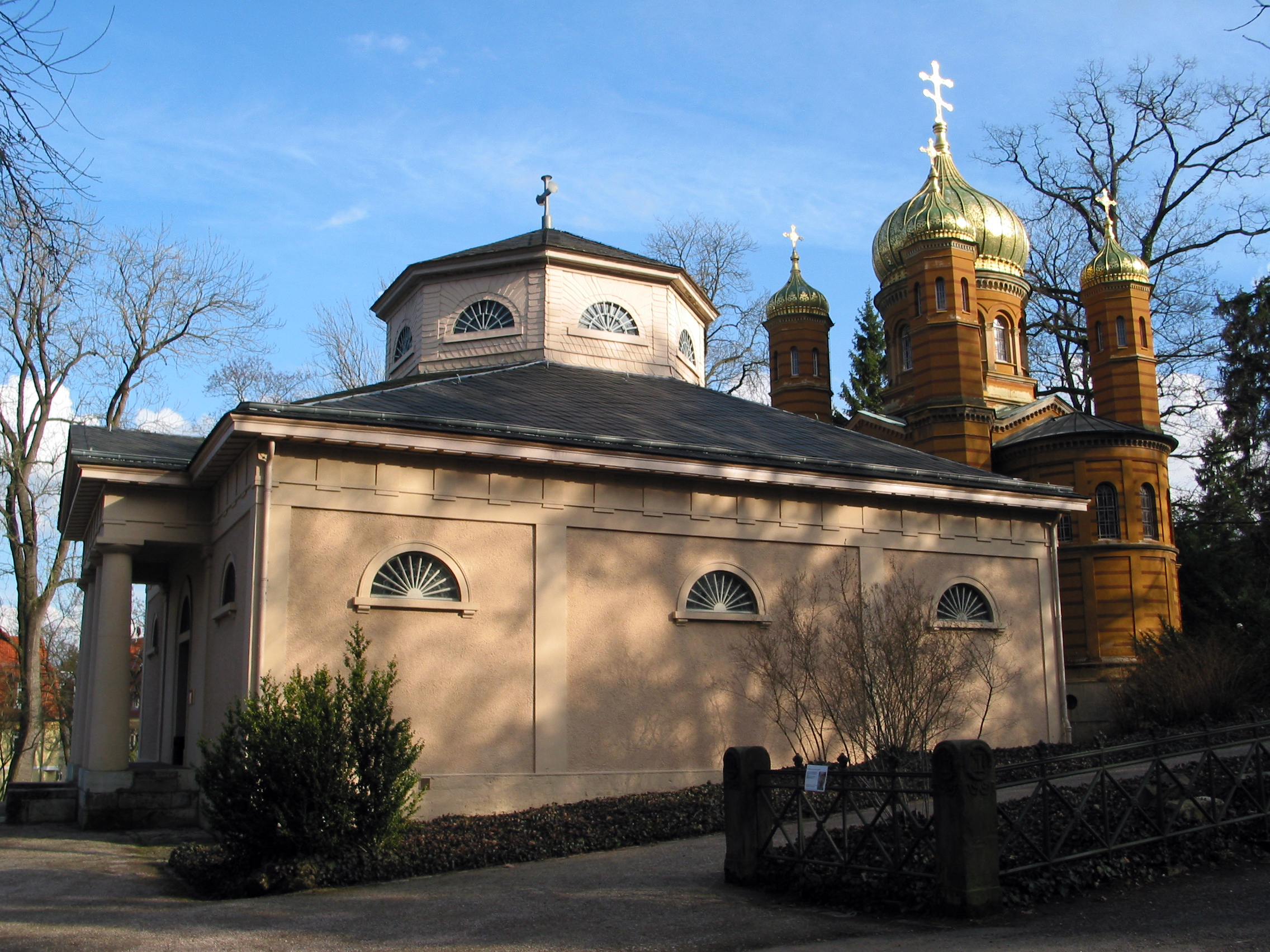

大公国王侯墓室（Fürstengruft）是萨克森-魏玛-艾森纳赫大公的殡葬教堂，位于德国魏玛的历史公墓内，后面是魏玛东正教堂。歌德和席勒也安葬于内。它是魏玛古典基金会的一部分，自1998年以来它和墓地成为古典魏玛世界遗产的一部分。